# Електронен учебник
Електронният учебник (също е-учебник) е модерен издателски продукт за индивидуално обучение и богат източник на допълнителни образователни материали за преподавателя.
След началните опити с различни платформи напоследък издателите правят своите е-учебници с програми за т.нар. FlippingBook (разлистващи се книги). С тях се създават електронни учебници и помагала с реалистичен ефект от прелистване на страниците на файлове в PDF формат. Електронните издания може да се поместят на сайтове за работа онлайн или да се запишат на компактдискове и други носители на информация.
В електронните издания могат да се качват допълнителни материали като аудиозаписи, видеоклипове, анимация и интерактивни тестове, както и хипервръзки към подходящи сайтове в интернет.
В България първите електронни учебници са създадени от издателство „Просвета“ за учебната 2011 – 2012 година. Издателствата „Булвест 2000“ и „Анубис“ също предлагат електронни версии на своите учебници.
- Електронен буквар „Пчелица“